# 埃斯特帕
埃斯特帕，是西班牙安达卢西亚自治区塞维利亚省的一个市镇。总面积190平方公里，总人口11882人（2001年），人口密度63人/平方公里。